# Furnace Creek
Furnace Creek é uma região censo-designada localizada no estado americano da Califórnia, no Condado de Inyo.

## Geografia
De acordo com o United States Census Bureau tem uma área de 80,1 km², dos quais 80,1 km² cobertos por terra e 0,0 km² cobertos por água. Furnace Creek localiza-se a aproximadamente -55 m acima do nível do mar.

### Clima
Furnace Creek, assim como o restante do Vale da Morte, tem um clima desértico quente (Classificação climática de Köppen-Geiger: BWh), com longos verões extremamente quentes e invernos curtos e amenos, bem como pouca chuva.
A localidade detém o recorde de temperatura do ar mais alta registrada na Terra, 56,7 °C em 10 de julho de 1913; bem como a maior temperatura natural a nível do solo já registrada na Terra, 93,9 °C em 15 de julho de 1917.

### Localidades na vizinhança
O diagrama seguinte representa as localidades num raio de 80 km ao redor de Furnace Creek.

## Demografia
Segundo o censo americano de 2000, a sua população era de 31 habitantes.

## Marco histórico
Furnace Creek possui apenas uma entrada no Registro Nacional de Lugares Históricos, o Eagle Borax Works.
| Dados climatológicos para Furnace Creek                         | Dados climatológicos para Furnace Creek | Dados climatológicos para Furnace Creek | Dados climatológicos para Furnace Creek | Dados climatológicos para Furnace Creek | Dados climatológicos para Furnace Creek | Dados climatológicos para Furnace Creek | Dados climatológicos para Furnace Creek | Dados climatológicos para Furnace Creek | Dados climatológicos para Furnace Creek | Dados climatológicos para Furnace Creek | Dados climatológicos para Furnace Creek | Dados climatológicos para Furnace Creek | Dados climatológicos para Furnace Creek |
| Mês                                                             | Jan                                     | Fev                                     | Mar                                     | Abr                                     | Mai                                     | Jun                                     | Jul                                     | Ago                                     | Set                                     | Out                                     | Nov                                     | Dez                                     | Ano                                     |
| --------------------------------------------------------------- | --------------------------------------- | --------------------------------------- | --------------------------------------- | --------------------------------------- | --------------------------------------- | --------------------------------------- | --------------------------------------- | --------------------------------------- | --------------------------------------- | --------------------------------------- | --------------------------------------- | --------------------------------------- | --------------------------------------- |
| Temperatura máxima recorde (°C)                                 | 31                                      | 36                                      | 39                                      | 45                                      | 50                                      | 54                                      | 57                                      | 53                                      | 51                                      | 45                                      | 37                                      | 32                                      | 57                                      |
| Temperatura máxima média (°C)                                   | 19,4                                    | 22,9                                    | 27,8                                    | 32,5                                    | 38,1                                    | 43,3                                    | 46,9                                    | 45,9                                    | 41,4                                    | 33,8                                    | 25,1                                    | 18,4                                    | 33,0                                    |
| Temperatura média (°C)                                          | 11,9                                    | 15,4                                    | 20,2                                    | 24,6                                    | 30,3                                    | 35,3                                    | 39,0                                    | 37,9                                    | 32,5                                    | 25,1                                    | 17,0                                    | 10,9                                    | 25,1                                    |
| Temperatura mínima média (°C)                                   | 4,4                                     | 7,9                                     | 12,7                                    | 16,7                                    | 22,6                                    | 27,3                                    | 31,1                                    | 29,8                                    | 24,2                                    | 16,4                                    | 8,9                                     | 3,5                                     | 17,2                                    |
| Temperatura mínima recorde (°C)                                 | −9                                      | −7                                      | −3                                      | 2                                       | 6                                       | 9                                       | 17                                      | 18                                      | 5                                       | 0                                       | −4                                      | −7                                      | −9                                      |
| Precipitação (mm)                                               | 9,9                                     | 13,0                                    | 7,6                                     | 3,0                                     | 0,8                                     | 1,3                                     | 1,8                                     | 3,3                                     | 5,3                                     | 1,8                                     | 4,6                                     | 7,6                                     | 59,9                                    |
| Insolação (h)                                                   | 217                                     | 226                                     | 279                                     | 330                                     | 372                                     | 390                                     | 403                                     | 372                                     | 330                                     | 310                                     | 210                                     | 186                                     | 3 625                                   |
| Fonte: NOAA 1981–2010 Normais climáticos para os Estados Unidos |                                         |                                         |                                         |                                         |                                         |                                         |                                         |                                         |                                         |                                         |                                         |                                         |                                         |
| Fonte 2: weather2travel.com                                     |                                         |                                         |                                         |                                         |                                         |                                         |                                         |                                         |                                         |                                         |                                         |                                         |                                         |